# Alliances Développement Immobilier
Alliances Développement Immobilier (ADI) ou Groupe Alliances est un groupe immobilier marocain. Fondé en 1994 par Mohamed Alami Nafakh-Lazraq, il est coté à la bourse de Casablanca depuis juillet 2008.
Détenant de nombreuses filiales et marques (Alliances Créations, Alliances Darna, Alliances Résidences, ALMOD, etc.), Alliances est principalement présent dans la promotion immobilière et la maîtrise d'ouvrage déléguée au Maroc depuis 1994 et en Afrique de l'Ouest depuis 2013.
Son principal actionnaire est Mohamed Alami Nafakh-Lazraq (51,7%).

## Présentation
Le groupe a été fondé en 1994 par Mohamed Alami Nafakh-Lazraq, architecte de formation.
Diplômé de l'Ecole Spéciale d'Architecture, il est passé par le secteur public en tant que chef d’études au ministère des Habous et des Affaires islamiques (1976) puis directeur général de l’Établissement régional d’aménagement et de construction de Marrakech-Tensift (1978), Mohamed Alami Nafakh-Lazraq a ensuite travaillé pour l'ONA, dont il a dirigé le pôle immobilier en 1989.
En 1996, son entreprise, Alliances, signe une convention d’exclusivité avec Risma, filiale de Accor, pour accompagner leur développement au Maroc. Alliances construit une vingtaine d'hôtels du porte-feuille de Risma .
Alliances lance ses propres opérations de promotion immobilière en 2001 avec le développement d’un resort golfique et de plusieurs projets haut-standing.
Le groupe Alliances est introduit en bourse en juillet 2008.
En mai 2016, le groupe est suspendu de la Bourse de Casablanca .
Alliances connait alors de graves difficultés financières avec un endettement de près de 8,5 milliards de dirhams
Le fondateur du groupe, Mohamed Alami Nafakh-Lazraq, nomme comme Directeur Général Ahmed Ammor, expert comptable et ancien directeur financier de Royal Air Maroc, pour piloter un plan de redressement ,.
Le plan de redressement s’appuie sur de nombreuses dations qui permettent de ramener la dette d’un montant de plus de 8 milliards de dirhams en 2015 à un montant de 2 milliards de dirhams fin 2018 et sur une restructuration de la dette privée via l’émission de nouvelles dettes sur une durée de 10 ans avec une franchise de 3 ans. En parallèle, le groupe prend de nombreuses mesures de réduction des coûts afin d’alléger ses charges de structure et de retrouver une rentabilité positive.
Mohamed Alami Nafakh-Lazraq reprend la direction du groupe en 2019 en tant que Président Directeur Général et nomme Ahmed Ammor Conseiller du Président. L’année 2019 se clôture sur un CA de plus de 2 miliards de dirhams et un résultat net de 302 millions.
Le chiffre d’affaires et le résultat net du groupe sont affectés par le covid en 2020, mais à partir de 2021, le groupe renoue avec la croissance et connaît une profitabilité positive du fait de son repositionnement stratégique vers les projets de lotissement, moins capitalistiques et moins affectés par l’inflation.

## Gouvernance
En 2023, le conseil d'administration se compose comme suit :
| Nom                         | Fonction actuelle | Description |
| --------------------------- | ----------------- | --- |
| Mohamed Alami Nafakh-Lazraq | Administrateur    | PDG du Groupe Actionnaire majoritaire                                                                                      |
| Omar Nafakh-Lazraq          | Administrateur    | Directeur Général Délégué. Pôle haut standing et golfique.                                                                 |
| Ahmed Ammor                 | Administrateur    | Ancien Directeur Financier de Royal Air Maroc. Ancien Directeur Général de Alliances. Conseiller du Président de Alliances |
| Youssef Kabbaj              | Administrateur    | Directeur Général Délégué. Pôle économique et social.                                                                      |
| Amine Kouch                 | Administrateur    | Directeur technique du groupe                                                                                              |
| Luc Chatel                  | Administrateur    | Ministre français de l'Éducation nationale puis porte-parole du gouvernement Sarkozy.                                      |
| Marc Lamy                   | Administrateur    | Ancien PDG de Boyden Global Executive Search                                                                               |
| Bertrand Julien-Laferriere  | Administrateur    | Ancien directeur de l'immobilier chez Ardian                                                                               |
| Soumaya Tazi                | Administrateur    | Ancien PDG de Immorente Invest SA                                                                                          |
| Dounia Ben Abbas Taarji     | Administrateur    | Ancienne Directrice du Conseil Déontologique des Valeurs Mobilières Présidente du Fonds Hassan II                          |

## Perspectives

### Business plan 2022-2025
En février 2022, le top management d’Alliances présente le plan de développement du groupe pour la période de 2022 à 2025.
Ce business plan s’appuie sur une vingtaine de projets pour lesquels le foncier est déjà acquis en totalité et les projets sont déjà autorisés et lancés.
Il promet un potentiel important pour les quatre années à venir, avec un objectif de chiffre d’affaires cumulé total dépassant les 8 Mds de dirhams et un résultat net cumulé dépassant le 1 milliard de dirhams,.
À fin 2022, le groupe clôture l’exercice annuel avec un chiffre d’affaires de 1,6 Mds de dirhams et un résultat net de 174 millions de dirhams, en ligne avec les objectifs fixés pour la première année de réalisation du business plan.